# Leptotarsus (Tanypremnella) segnipes
Leptotarsus (Tanypremnella) segnipes is een tweevleugelige uit de familie langpootmuggen (Tipulidae). De soort komt voor in het Neotropisch gebied.